# Cornelis Hoen
Cornelis Henricxzoen Hoen, anche latinizzato in Honius (L'Aia, 1440 – L'Aia, 1524), è stato un avvocato e teologo olandese, teorico sacramentista. La sua concezione dell'eucaristia fu fatta propria dal riformatore svizzero Huldrych Zwingli.

## Biografia
Hoen studiò nella scuola di San Gerolamo a Utrecht e nell'Università di Lovanio, dove si laureò in giurisprudenza, lavorando poi come avvocato nella Corte d'Olanda, il tribunale dell'Aia. Martin Dorp, suo compagno di studi a Utrecht, gli fece conoscere la propria biblioteca, nella quale Hoen trovò alcuni manoscritti del teologo Wessel Gansfort (1420-1489). Rimase impressionato dal De sacramento eucharistiae, nel quale Gansfort, pur professando la dottrina della transustanziazione, afferma la superiorità della commemoratio, la comunione interiore, rispetto alla manducatio, la materiale ricezione del pane e del vino da parte del sacerdote: gli stessi eremiti mangiarono « la carne del Figlio dell'Uomo senza vedere un solo essere umano, tanto meno un sacerdote che celebrasse il sacramento », poiché « coloro che credono [cr-edere] in Cristo mangiano [edere] la sua carne ».
Hoen, che aveva letto Erasmo e già aveva conosciuto l'ex domenicano Wouter, tra i primi nei Paesi Bassi a contestare l'efficacia del tradizionale sacramento eucaristico, decise di mettere per iscritto le proprie opinioni con l'intenzione di farle conoscere a Lutero, insieme al De sacramento di Gansfort. La sua Epistola christiana admodum è più radicale della teoria di Gansfort, poiché Hoen vi nega la transustanziazione e afferma il carattere puramente simbolico della Cena. La frase evangelica « Questo è il mio corpo ». deve intendersi come « Questo significa il mio corpo », e il pane equivale all'anello della cerimonia nuziale, con il quale Cristo e la Chiesa si promettono fedeltà eterna. La messa non è la ripetizione del sacrificio di Cristo, ma la commemorazione di un patto di fede e di amore.
Troppo vecchio per affrontare le fatiche di un lungo viaggio, Hoen pregò l'amico Hinne Rode, rettore della scuola dei Fratelli della Vita Comune di Utrecht, di partire per Wittenberg, nei primi del 1521, per presentare a Lutero gli scritti di Gansfort e l'Epistola di Hoen, ottenere il suo giudizio ed eventualmente curarne la pubblicazione. Lutero accolse con favore gli scritti di Gansfort, rilasciando a Rode una lettera di prefazione per la loro edizione, ma non condivise l'interpretazione eucaristica contenuta nell'Epistola di Hoen.
Tornato a Utrecht, nel 1522 Rode si trovò destituito dall'incarico di rettore. Partì allora per Basilea portando con sé gli scritti di Gansfort, l'Epistola di Hoen e il trattato Oeconomia christiana, che non si sa se sia suo o di Hoen, ma che conosciuto da Guillaume Farel, allora residente a Basilea, fu da questi tradotto in francese col titolo La Somme de l'Ecriture sainte et l'ordinaire des chrétiens enseignant la vraie foi e pubblicato nella stessa Basilea nel 1523.
Oltre Farel, Rode conobbe Ecolampadio che gli consegnò il suo Das Testament Jesu Christi, che fu tradotto in olandese da Rode e pubblicato insieme all'Oeconomia christiana. Ecolampadio, interessato anch'egli a una riforma sacramentaria, nell'estate del 1523 indirizzò Rode a Zurigo da Zwingli, che rimase molto impressionato dall'Epistola e la pubblicò nel 1525: nella copertina del libro Zwingli scrisse che Hoen era stato colui « apud quem omne iudicium sacrae scripturae fuit ».
Quando la sua Epistola fu stampata, Hoen era già morto. Nel febbraio del 1523 era stato arrestato nella sua casa di Utrecht con l'accusa di essere un luterano e rinchiuso nel carcere di Geertruidenberg. La Corte d'Olanda, di cui era membro, perché gli fosse garantito un giusto processo richiese l'intervento della governatrice dei Paesi Bassi Margherita d'Asburgo, la quale ordinò che Hoen fosse processato a L'Aia. Condannato al carcere dall'Inquisizione, in ottobre fu fatto liberare da Margherita dietro una cauzione di 3.000 ducati e l'obbligo di risiedere all'Aia, dove Hoen morì pochi mesi dopo.